# Ciutat metropolitana de Bari
La Ciutat metropolitana de Bari (en italià Città metropolitana di Bari) és una ciutat metropolitana de la regió de la Pulla a Itàlia. La seva capital és Bari.
Limita al nord-est amb el mar Adriàtic, a l'oest amb la Basilicata, al nord amb la província de Barletta-Andria-Trani i al sud amb les províncies de Brindisi i Tàrent.
Té una àrea de 3.825 km², i una població total de 1.261.243 Hab. (2016) Hi ha 41 municipis a la ciutat metropolitana.
L'1 gener 2015 va reemplaçar a la província de Bari.